# 科磊
科磊 （英語：KLA Corporation，原稱KLA-Tencor Corporation）是一家美國公司，提供半導體製造相關的製程控管、良率管理服務。
該公司是1997年由KLA和Tencor兩家公司合併形成的，前者成立於1975年，後者成立於1977年。合併後稱為KLA-Tencor，2019年1月10日宣佈改名為KLA。改名在2019年7月正式生效。
据 Bloomberg数据，2018年全球五大半导体设备制造商分别为應用材料（AMAT）、艾司摩爾（ASML）、東京威力科創（TEL）、科林研發（Lam Research）、科磊（KLA），这五大半导体制造商在2018年以其领先的技术、强大的资金支持占据着全球半导体设备制造业超过 70%的份额。

## 外部連接
- KLA Official Website （页面存档备份，存于）
- - KLA-Tencor的商業數據：Google Finance
  - Yahoo! Finance
  - Reuters
  -  SEC filings